# Alekszandar Markov
Alekszandar Markov (bolgárul: Александър Марков, Szófia, 1961. augusztus 17. – ) bolgár válogatott labdarúgó.

## Pályafutása

### Klubcsapatban
1981-ben kezdte a pályafutását a Lokomotiv Szofija csapatában. 1985-től 1988-ig a Szpartak Pleven együttesében szerepelt. 1988 és 1991 között a Szlavija Szofijában játszott. 1991 és 1996 között a Levszki Szofija játékosa volt és három bajnoki cím mellett két alkalommal nyerte meg a bolgár kupát. 1996 és 1998 között ismét a Szpartak Plevenben játszott. 1998-ban az Egyesült Államokba szerződött a Hampton Roads Mariners csapatához, ahol egy évet töltött. 1999-ben az Atlanta Silverbacks játékosaként fejezte be a pályafutását.  

### A válogatottban
1983 és 1993 között 20 alkalommal szerepelt a bolgár válogatottban. Részt vett az 1986-os világbajnokságon.

## Sikerei, díjai
Levszki Szofija
- Bolgár bajnok (3): 1992–93, 1993–94, 1994–95
- Bolgár kupagyőztes (2): 1991–92, 1993–94